# El Limón (rijeka)
El Limón je rijeka u Venezueli. Ulijeva se u Karipsko more.